# Лув'єрс (Колорадо)
Лув'єрс (англ. Louviers) — переписна місцевість (CDP) в США, в окрузі Дуглас штату Колорадо. Населення — 293 особи (2020).

## Географія
Лув'єрс розташований за координатами 39°28′48″ пн. ш. 105°0′12″ зх. д. / 39.48000° пн. ш. 105.00333° зх. д. (39.479866, -105.003340).  За даними Бюро перепису населення США в 2010 році переписна місцевість мала площу 4,09 км², уся площа — суходіл.

## Демографія
Згідно з переписом 2010 року, у переписній місцевості мешкало 269 осіб у 116 домогосподарствах у складі 78 родин. Густота населення становила 66 осіб/км².  Було 121 помешкання (30/км²).
Расовий склад населення:
| - 96,7 % — білих - 0,7 % — азіатів - 1,9 % — осіб інших рас |

До двох чи більше рас належало 0,7 %. Частка іспаномовних становила 3,3 % від усіх жителів.
За віковим діапазоном населення розподілялося таким чином: 21,2 % — особи молодші 18 років, 64,3 % — особи у віці 18—64 років, 14,5 % — особи у віці 65 років та старші. Медіана віку мешканця становила 46,9 року. На 100 осіб жіночої статі у переписній місцевості припадало 120,5 чоловіків;  на 100 жінок у віці від 18 років та старших — 120,8 чоловіків також старших 18 років.
Середній дохід на одне домашнє господарство  становив 65 348 доларів США (медіана — 62 292), а середній дохід на одну сім'ю — 71 607 доларів (медіана — 69 643). За межею бідності перебувало 19,1 % осіб, у тому числі 100,0 % дітей у віці до 18 років та 0,0 % осіб у віці 65 років та старших.
Цивільне працевлаштоване населення становило 44 особи. Основні галузі зайнятості: роздрібна торгівля — 50,0 %, інформація — 13,6 %, мистецтво, розваги та відпочинок — 13,6 %.